# Mathilde Dolgopol de Sáez
Mathilde Dolgopol de Sáez (6 de marzo de 1901-La Plata, 29 de junio de 1957) fue una de las primeras mujeres paleontólogas de la Argentina. Desarrolló la mayor parte de sus investigaciones en peces fósiles.

## Biografía
Nació el 6 de marzo de 1901.
Estudió y trabajó en el Museo de La Plata. Fue miembro de la Asociación Paleontológica Argentina desde su fundación, se dedicó al estudio de vertebrados fósiles, en especial de peces y aves fósiles. Describió cocodrilos mesozoicos y cenozoicos, e invertebrados paleozoicos y mesozoicos.
Su incorporación en el área de paleontología del Museo de La Plata a fines de la década del veinte, junto con otros graduados de la casa, constituye un hito en la historia de la institución ya que, con anterioridad, el personal científico era extranjero, principalmente formado en Europa.
A partir de 1926, fue jefa de Laboratorio y de Trabajos Prácticos de la cátedra de Paleontología de la Universidad Nacional de La Plata. Su primera publicación, en 1927, fue la descripción de una nueva especie del ave fósil, denominada Liornis minor, en la revista Physis. Ese mismo año presentó su tesis doctoral sobre aves fósiles del Santacrucense bajo la dirección de Ángel Cabrera Latorre.
Realizó la mayor parte de sus publicaciones entre 1927 y 1940 en la Revista del Museo de La Plata, enfocándose principalmente en peces, pero también publicó sobre otros vertebrados y sobre invertebrados. 
Su último trabajo fue publicado en el primer número de la revista Ameghiniana en 1957, cuyo título fue: "Crocodiloideos fósiles argentinos. Un nuevo crocodiloideo del Mesozoico argentino", en el que se describe a la especie Notosuchus lepidus.
Falleció el 29 de junio de 1957 en la ciudad de La Plata, Argentina.

## Publicaciones

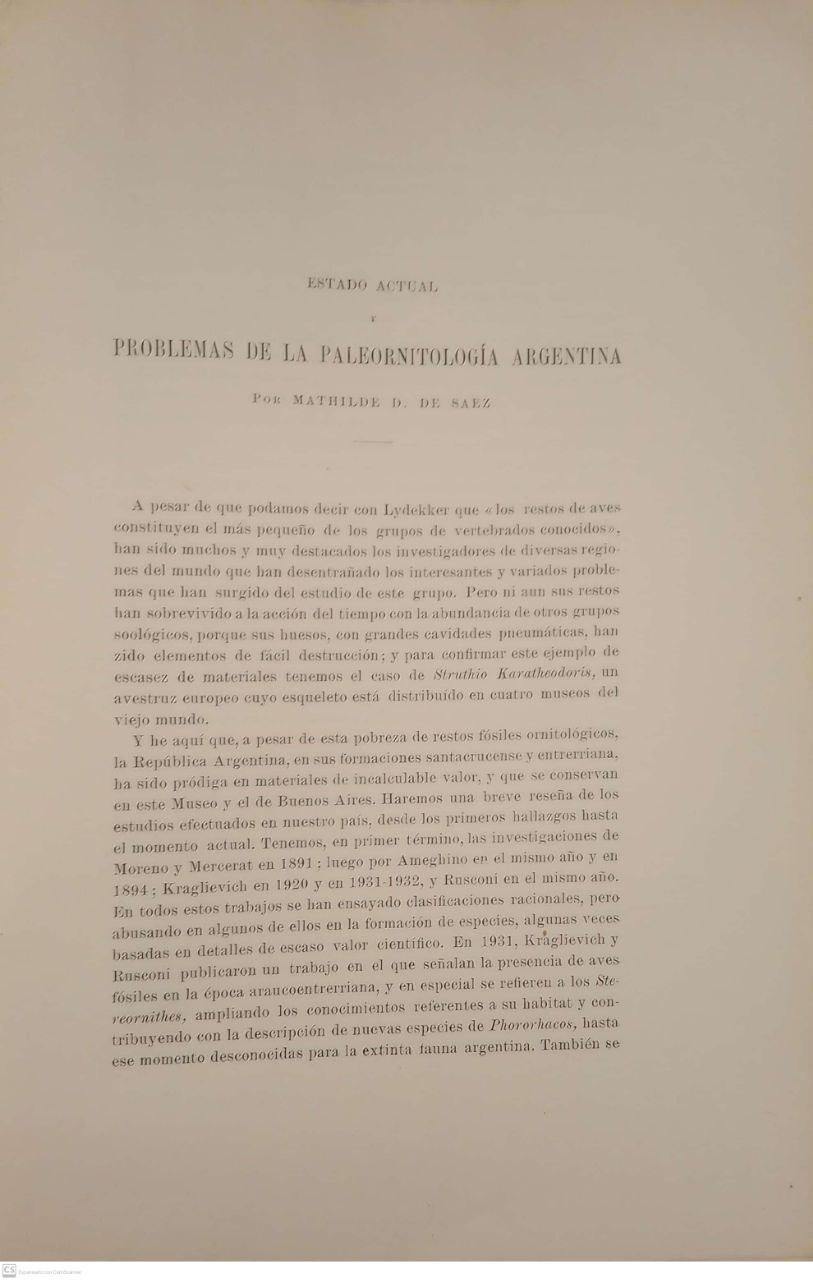
artículo de Mathilde Dogopol en el segundo volumen de la obra del cincuentenario del Museo de La Plata 1936-137.

- Dolgopol de Sáez, M. 1927. Liornis minor, una especie nueva de ave fósil. Physis 31: 584-585.
- Dolgopol de Sáez, M. 1930. Un nuevo equinodermo fósil argentino. Revista Museo La Plata 32: 57-60.
- Dolgopol de Sáez, M. 1931. Orthoceras paleozoicos de San Juan. Notas Preliminares Museo La Plata 1: 241-254.
- Dolgopol de Sáez, M. 1937. Estado actual y problemas de la paleontología argentina. Obra Cincuentenario, Museo La Plata 2: 23-32.
- Dolgopol de Sáez, M. 1939. Noticias sobre peces fósiles argentinos. Notas Museo La Plata, 4 (Paleotología, 19): 42-432.
- Dolgopol de Sáez, M. 1940. Noticias sobre peces fósiles argentinos. Leptolepididos del Titoniense de Plaza Huincul. Notas Museo La Plata, 5 (Paleontología, 25): 295-298.
- Dolgopol de Sáez, M. 1941. Noticias sobre peces fósiles argentinos. Siluroideos Terciarios del Chubut. Notas Museo La Plata, 6 (Paleontología, 65): 451-457.[4]
- Dolgopol de Sáez, M. 1957. Crocodiloideos fosiles argentinos un nuevo crocodilo del Mesozoico Argentino. Ameghiniana. 1(1-2), 48-50.